# Braddock-Nunatakker
Die Braddock-Nunatakker sind eine Gruppe markanter Nunatakker im Palmerland auf der Antarktischen Halbinsel. Sie ragen landeinwärts des Bertram-Gletschers und 15 km südöstlich der Perseus Crags am Westrand des Dyer-Plateaus auf.
Der United States Geological Survey kartierte sie im Jahr 1974. Das Advisory Committee on Antarctic Names benannte sie 1976 nach Leutnant Robert Lillard Braddock Jr. vom Civil Engineer Corps der United States Navy, leitender Offizier auf der Amundsen-Scott-Südpolstation im Jahr 1974.